# Ta Kentit
Ta Kentit o Ta-Seti (Terra de l'arc) fou el nom del nomós I de l'Alt Egipte. La capital fou Abu (Elefantina) i les ciutats principals Siene (Sunet, avui Aswan) i Nubyt (àrab Kom Ombo). Era el nomós més meridional del país ja a la frontera amb Núbia i apareix esmentat al papir d'Abidos. Va existir fins a l'època romana.
Els déus principals eren Khnum, Satet o Satis (ambdós amb temple a Abu), Isis (amb un temple a Siene), Horus i Sobek (amb temple a Kom Ombo). Ta-Seti fou, per extensió, el nom donat a Núbia pels egipcis.